# El informante en el país de las mercancías
El informante en el país de las mercancías es una serie de televisión colombiana producida por el Canal RCN en el año 2001. Estuvo protagonizada por Nicolás Montero, Marcela Carvajal, Ramiro Meneses y Ana Lucía Domínguez. Contó con las participaciones especiales de Adriana Arango, Luis Eduardo Arango y Edmundo Troya.

## Sinopsis
Federico López (Nicolás Montero) siempre trató de llevar su vida con las normas establecidas, sin embargo, cuando el decano de su facultad se propuso no dejarlo graduar, como venganza por haberlo denunciado por manejos irregulares, decidió comprar su tarjeta profesional de abogado. Ese fue su primer error, pues años después el falsificador del documento lo chantajeó con la amenaza de contar todo y dañar el millonario contrato que podía lograr la empresa para la que Federico trabajaba, si esa información se conocía. Federico se vio entonces en la obligación de contarle todo a Rubén Castro (Álvaro Ruiz), el dueño de la firma, quien se ofreció a solucionar el problema. Pero Federico ignoraba que Rubén no era el próspero empresario que aparentaba sino un poderoso narcotraficante, que prefería asesinar al chantajista, antes que pagarle el dinero que pedía. Cuando se enteró ya era demasiado tarde y el 'favor' ya estaba hecho, lo que nuevamente lo dejaba en manos de un tercero. Sin embargo, Rubén aceptó que Federico renunciara y rehiciera su vida en otra ciudad.
Después de varios años y con la noticia de la muerte de Rubén, Federico decide regresar a Bogotá y aceptar un importante trabajo en la DIAN, institución con la que venía trabajando en Barranquilla. Allí conoce a Alejandra León (Marcela Carvajal) su nueva jefe y la mujer de la que se enamora. Alejandra acaba de regresar de los Estados Unidos con el corazón roto, pues descubrió que su novio de toda la vida, Diego, le es infiel. Decidida a volver a empezar, Alejandra acepta el cargo de Jefe de la Unidad Especial de la DIAN, que su amiga Susana le acaba de ofrecer.
En Federico, Alejandra cree encontrar la oportunidad de volver a amar, sin saber que él enfrenta un nuevo problema, el chantaje de Nelson Castro (Ramiro Meneses), hijo de Rubén y quien le exige devolver el favor que su padre un día le hizo. Esta vez deberá trabajar para Nelson y traicionar nuevamente sus principios. Contra su voluntad, Federico deberá convertirse en el informante de Nelson y el Negro, para garantizar que Alejandra pueda seguir viviendo.
El informante es la historia de Federico, un hombre atrapado que trabaja para Dios y para el diablo… sólo tiene una opción para recuperar su vida y para pedirle a Alejandra que lo perdone y le dé una oportunidad: decir la verdad, aceptar que se equivocó terriblemente al comprar su tarjeta profesional y no medir las consecuencias. Pero por amor, Federico estará dispuesto a decir la verdad, cueste lo que le cueste.

## Elenco
- Nicolás Montero como Federico López[1]
- Marcela Carvajal como Alejandra León.
- Ramiro Meneses como Nelson Castro.
- Ana Lucía Domínguez como Cecilia de Castro.
- Adriana Arango como Susana Rendón.
- César Escola como Eduardo.
- Edmundo Troya como el coronel Lamprea.
- Luis Eduardo Arango como "El Negro".
- Álvaro Ruiz (†) como Rubén Castro.
- César Escola como Eduardo Domínguez.
- Érika Krum (1932-2013) como Astrid.
- Gloria Montoya como Sandra.
- Ana María Arango como Gilma.
- Julio Sánchez Coccaro como Rodrigo.
- Marcela Bustamante como Edith.
- Alejandro Estrada como el sargento Tamayo.
- Miguel Ángel Giraldo como Gonzalo.
- Harold Córdoba como Rosas.

## Ficha técnica
- Director: Luis Alberto Restrepo[1]
- Idea original: Juana Uribe
- Libretistas: Ana María Parra, Eduardo Moreno, Juan Francisco Domínguez.
- Jefe de producción: Eunice Gómez y Juana Uribe
- Director asistente: Claudia Bernal
- Asistente de dirección: Saray Ahumada
- Diseño de maquillaje: Blanca Jaramillo
- Diseño de vestuario: Carmen Alicia Navas
- Ambientación: Juan Fernando Pérez